# Bobby Rydell
Bobby Rydell, geboren als Robert Ridarelli (Philadelphia (Pennsylvania), 26 april 1942 – Abington (Pennsylvania), 5 april 2022), was een Amerikaanse zanger en entertainer.

## Carrière
Reeds op 10-jarige leeftijd speelde Robert in Paul Whitemans amateur-tv-show op de drums van 1951 tot 1954. Twee jaar later ging hij op zoek naar een nieuwe uitdaging. In 1956 werd hij drummer bij Rocco & The Saints (met Frankie Avalon als trompettist). Rydells eerst plaat verscheen in 1957 bij Veko Records, in 1958 tekende hij een platencontract als solist bij Cameo Records en had na flops, zoals Please Don't Be Mad en All I Want Is You, een hit in 1959 met Kissin' Time, die een 11e plaats scoorde in de Billboard-hitlijst. De daarop volgende single We Got Love werd de eerste van zijn in totaal zes top 10-hits. Daarna had de knappe, ook artistiek begaafde Rydell meerdere hits (300.000 tot 500.000 verkochte exemplaren).
Grote hitsuccessen vierde hij in 1960 met Wild One (2e plaats), in hetzelfde jaar bereikte hij met het nummer Swingin' School uit de film Because They're Young een 5e plaats. Vooral ook de dubbele hits Volare (4e plaats) en Sway (14e plaats) maakten 1960 tot een succesvol jaar in zijn carrière. In 1961 nam hij samen met Chubby Checker de Jingle Bell Rock op, die zich klasseerde in de Billboard Hot 100 met een 21e plaats. Weliswaar lag het succes van de single niet in de lijn der verwachtingen, maar het gezamenlijke album Bobby Rydell – Chubby Checker werd een succes. Na de top 10-hit The Cha-Cha-Cha (1962) had hij in 1963 een laatste top 10-hit met Forget Him (4e plaats). Nadat de volgende singles bij Cameo Records niet in de top 40 voorkwamen, wisselde Rydell op het eind van 1964 van label en tekende een contract bij Capitol Records. De eerste beide singles I Just Can't Say Goodbye en Diana onder het nieuwe label kwamen slechts voor op de posities 94 respectievelijk 98 in de Hot 100. Daarna slaagde hij er niet meer in om zich te plaatsen in de hitlijsten. Met 13 top 20-hits tussen 1959 en 1963 behoorde hij tot de succesvolste zangers onder de teenageridolen. Door kleinere optredens als acteur op de televisie (Combat) en in filmmusicals, waaronder Bye Bye Birdie en That Lady From Peking, werd Rydell definitief een ster en een vrouwenidool.
Nadat hij in de daaropvolgende periode steeds meer door Engelse artiesten werd verdrongen, probeerde Rydell het aan het eind van de jaren 1960 succesvol als zanger en entertainer in nachtclubs en werkte ook mee aan de legendarische rock-'n-roll-revivalshows in Madison Square Garden. Later verdiende hij zijn geld onder andere met optredens in Hugh Hefners Playboy Clubs en met kleinere tv-optredens, voordat zijn ster aan het eind van de jaren 1970 begon te dalen. In 1985 betrad hij weer de showbusiness, samen met Frankie Avalon en Fabian als Boys of Bandstand. De daaropvolgende tien jaar verzorgde hij met hen oldiesshows in de clubs van de Verenigde Staten, voordat hij zich definitief terugtrok uit de showbusiness.

## Overlijden
Bobby Rydell overleed in april 2022 op bijna 80-jarige leeftijd aan complicaties van een longontsteking. Rydells graf is te vinden bij het Saints Peter and Paul Cemetery in Springfield.

## Discografie

### Singles
- 1959: Please Don't Be Mad
- 1959: All I Want Is You
- 1959: Kissin' Time
- 1959: We Got Love
- 1960: Wild One
- 1960: Swingin' School
- 1960: Volare
- 1960: Sway
- 1961: Jingle Bell Rock (met Chubby Checker)
- 1962: The Cha-Cha-Cha
- 1963: Forget Him
- 1963: Loop de loop
- 1965: I Just Can't Say Goodbye
- 1965: Diana

### Albums
- 1961: Bobby Rydell – Chubby Checker

### NPO Radio 2 Top 2000
Van Bobby Rydell stond alleen Loop de loop in 2000 in de NPO Radio 2 Top 2000, op plek 1973.
- Biblioteca Nacional de España: XX4910008
- Bibliothèque nationale de France: cb14044117h (data)
- Gemeinsame Normdatei: 110570078X
- International Standard Name Identifier: 0000 0000 8172 2021
- Library of Congress Control Number: n91102278
- MusicBrainz: 05ae3db6-4d20-4ea2-97a6-024d3f0e56c8
- National Archives and Records Administration: 10570455
- Nationale bibliotheek van Australië: 61539157
- SNAC: w6nt6wts
- Trove: 1710803
- Virtual International Authority File: 107007880